# Storm (Automarke)
Storm war eine US-amerikanische Automobilmarke, die nur 1954 von der Sports Car Development Corporation in Detroit gebaut wurde.

## Beschreibung
Als Basis für das zweitürige Hardtop-Coupé Z-250 diente der Dodge aus dem gleichen Jahr. Sein seitengesteuerter Sechszylinder-Reihenmotor mit 3769 cm³ Hubraum war so getunt, dass er 250 bhp (184 kW) leistete. Die Karosserie kam von Bertone aus Italien.